# Anne-Marie Blondeau
Anne-Marie Blondeau is een Frans tibetoloog, socioloog en schrijfster.

## Loopbaan
Blondeau doceerde Tibetaans en Tibetaanse samenleving aan de Institut national des langues et civilisations orientales (INALCO) en werd daarna directeur van de École pratique des hautes études. Verder is ze beheerder van het Centre de documentation sur l'aire tibétaine van het Maison de l'Asie in Parijs.
Anne-Marie Blondeau is gespecialiseerd in de Tibetaanse cultuur. Ze schreef verder onder meer over de recente geschiedenis van Tibet, godsdienstgeschiedenis van Tibet, boeddhistische tradities.